# Safari (internetski preglednik)
Safari je internetski preglednik kojeg je razvila američka tvrtka Apple Inc. i dostupan je na operacijskim sustavima macOS i iOS. Prva inačica ovog preglednika izašla je 2003., i trenutno je jedini web preglednik koji dolazi u paketu s OS X-om. Logo preglednika Safari je kompas. Paralelno s predstavljanjem iPhone-a Apple je razvio i mobilnu inačicu ovog internet preglednika pod nazivom Mobile Safari koji je posebno prilagođen pregledu na manjim ekranima i korištenju na slabijim uređajima poput mobilnih telefona odnosno MP3 playera.